# Física de partículas
A física de partículas é um ramo da Física que estuda os constituintes elementares da matéria e radiação, assim como a interação entre elas e suas aplicações. É também chamada de física de altas energias, porque muitas partículas elementares só podem ser detectadas experimentalmente em altas energias. O elétron e o próton foram as únicas partículas aceleradas até os dias de hoje, outras nunca foram detectadas (como o gráviton) e as restantes foram detectadas através da radiação cósmica (como o méson pi e o méson mu).

## Breve história
Os gregos antigos formularam dois conceitos sobre física de partículas. O primeiro foi formulado por Tales de Mileto e diz respeito à eletricidade. O segundo foi formulado por Demócrito e diz que toda matéria pode ser dividida até chegar em um ponto que se encontraria a parte mais fundamental e indivisível da matéria a que Demócrito deu o nome de átomo. Ele dizia que o átomo não poderia ser criado ou destruído e que toda a matéria conhecida seria formada por diversas combinações de diferentes átomos. Suas ideias se aproximavam muito dos atuais conceitos de física atômica.
As ideias de Demócrito só voltaram a ser revistas no século XIX, por Dalton. As de Tales de Mileto foram revistas a partir do século XV.

## Diagramas de Feynman
Os diagramas de Feynman são utilizados para análise de processos quânticos. Originalmente, Feynman os desenvolveu para descrever a eletrodinâmica quântica, mas esta ferramenta passou a ser utilizada também na cromodinâmica quântica. Com uma grande variedade de interações entre partículas e com o desenvolvimento de teorias que incorporavam mais partículas nessas interações, responsáveis por mediá-las, os diagramas de Feynman são uma maneira simples de representar processos envolvendo partículas elementares.
Esses diagramas são representações no espaço-tempo com a coordenada espacial x em função da coordenada temporal ct. Usualmente, a coordenada temporal ct é representada na vertical e a espacial na horizontal, mas isso pode variar acordo com as preferências. As partículas são representadas por linhas retas com setas , de forma que estarão apontadas no sentido positivo do tempo se forem partículas, e estarão apontadas no sentido negativo se forem antipartículas. As linhas não representam trajetórias das partículas, uma vez que o objetivo está em descrever as interações entre elas apenas. Partículas virtuais são representadas por linhas tracejadas e só possuirão uma direção se forem partículas carregadas.

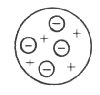
Modelo de Thomson

## Partículas subatômicas
A pesquisa moderna da física da partícula é focalizada nas partículas subatômicas, que têm dimensões menores que as dos átomos. Incluem constituintes atômicos tais como elétrons (no modelo padrão ele é um lépton, junto com o múon, o tau e os respectivos neutrinos), prótons, e nêutrons (os prótons e os nêutrons são partículas compostas, feita de quarks), partículas produzidas por processos radiativos e de espalhamento tais como fótons, neutrinos, e múons, bem como uma larga escala de partículas exóticas.
- Elétron: Partícula mais conhecida e mais estudada, pertence a categoria de Léptons. Massa de repouso: 9,1083 x 10−31 kg, carga elétrica: − 1,602 x 10−19 C, Spin: 1/2 ħ.
- Pósitron: Já era previsto por Paul Dirac e sua existência foi confirmada em 1930–1940 pelo físico americano Anderson. É a antipartícula do elétron, possui massa de repouso e spin iguais aos do elétron. Carga elétrica de mesmo módulo e sinal contrário.
- Próton: É um núcleon partícula que se localiza no núcleo. Também pode ser classificada como um Bárion (tipo de partícula formada por 3 Quarks ligados por Glúons) e possui massa 1836,12 vezes a massa do elétron. Mesmo spin e carga de sinal contrário.
- Antipróton: Descoberto em 1955. Já se suspeitava que existissem outras antipartículas desde a descoberta do pósitron. Possui mesma massa e spin que o próton, mas carga de sinal oposto (sinal negativo).
- Nêutron: Como o próton, é um núcleon e também é classificado como Bárion. Possui carga nula, massa 1836,65 vezes a massa do elétron e spin 1/2 ħ. Pode se desintegrar dando origem a um próton, um elétron e um neutrino apenas quando está livre (fora do núcleo).
- Antinêutron: Possui exatamente as mesmas características do nêutron, mas organização interna diferente. Um nêutron é composto de um quark up e dois quarks down. Logo, imagina-se que o antinêutron seja formado por um antiquark up e dois antiquarks down.
- Fótons: É a partícula de mediação da força eletromagnética, classificada como bóson, são chamados de quantum do campo eletromagnético. Possui massa e carga elétrica zero e spin 1 ħ.
- Grávitons: Teoricamente é a partícula mediadora da força gravitacional, também sendo classificada como um bóson. Analogamente ao fóton, o gráviton é o quantum do campo gravitacional. Não se tem muita informação experimental sobre ele. Só existe com velocidades próximas ou iguais a c (velocidade da luz no vácuo).
- Mésons: São uma classe de hádrons quer dizer, massa média. São partículas que possuem massa entre a do elétron e a do próton.
- Híperons: Partículas de massa maior que a do próton.
- Neutrinos: O neutrino surge da desintegração de um nêutron em próton e elétron. Possui massa menor que 0,000005 vezes a massa do elétron e até agora foram descobertos quatro tipos de neutrinos diferentes.
- Glúon: é um bóson vetorial de massa nula. Há oito tipos de glúon. São partículas que intermedeiam a interação forte (assim como o fóton intermedeia a interação eletromagnética).
- Tau: é uma partícula subatômica da família dos léptons, sendo que ele é muito parecido com o elétron, ele pode ser genericamente chamado de elétron superpesado. Sua antipartícula é o antitau. Como no caso do elétron e do múon, o tau tem um neutrino associado, este é o neutrino de tau, seu tempo de vida é de cerca 2,9 × 10-13s.
- Múon: é uma partícula elementar semi-estável com carga elétrica negativa e spin de 1/2 (férmion). Em conjunto com o elétron, o tau e seus respectivos neutrinos, é classificado como fazendo parte da família dos léptons.

## Interações fundamentais
Todos os fenômenos físicos que ocorrem na natureza podem ser descritos em termos de quatro interações fundamentais. Elas são fundamentais no sentido de que não podem ser reduzidas a interações mais básicas. Cada interação descreve como uma dada característica, como a massa de uma partícula, ou conjunto de partículas, afeta outras partículas com essa mesma característica.
Segundo o modelo padrão, cada uma dessas interações é mediada pela troca de bósons entre as partículas na qual elas atuam. Essas partículas que mediam as interações são virtuais e, por isso, não podem ser observadas diretamente. Isso justifica o porquê de os efeitos dessas interações não serem sentidas instantaneamente, já que a maior velocidade que elas podem se propagar é com a velocidade da luz. Para que uma partícula virtual possa ser emitida sem violar a conservação de energia, a mesma deve ser reabsorvida em um intervalo de tempo tão curto quanto o permitido pelo princípio da incerteza. Porém, esses bósons mediadores podem ser tornar reais caso seja fornecida energia equivalente à energia de repouso deles.
Consequentemente o alcance de uma dada interação está relacionado com a massa do bóson mediador. Assim, quanto maior a massa do bóson mediador, menor será o alcance da interação. Cada interação também apresenta um chamado tempo de interação, de forma que a troca de bósons virtuais é feita dentro desse tempo.
A intensidade de cada interação é definida pela sua constante de acoplamento, um parâmetro adimensional que serve para comparar as diferentes interações. No caso particular da interação eletromagnética, a constante de acoplamento é obtida a partir da expressão da energia potencial eletrostática entre duas cargas puntiformes divida pelor fator ħc.
{\displaystyle V(r)={\frac {U(r)}{\hbar c}}=-{\frac {e^{2}}{4\pi \epsilon _{0}\hbar c}}{\frac {1}{r}}}
A constante de acoplamento  da interação eletromagnética é também conhecida como a constante de estrutura fina {\displaystyle \alpha \approx 1/137}, já substituindo os valores das constantes. Na tabela a seguir são apresentadas características específicas de cada interação:
| Interação       | Bóson mediador                 | Massa ({\displaystyle GeV/c^{2}}) | Fonte          | Alcance (m)              | Tempo de interação (s)            | Constante de acoplamento                 |
| --------------- | ------------------------------ | --------------------------------- | -------------- | ------------------------ | --------------------------------- | ---------------------------------------- |
| Forte           | Glúon                          | 0                                 | Carga de cor   | {\displaystyle 10^{-15}} | {\displaystyle 10^{-23}}          | {\displaystyle \alpha _{s}\approx 1}     |
| Eletromagnética | Fóton                          | 0                                 | Carga elétrica | {\displaystyle \infty }  | {\displaystyle 10^{-18}}          | {\displaystyle \alpha ={\frac {1}{137}}} |
| Fraca           | {\displaystyle W^{\pm },Z^{0}} | 81,91                             | Carga fraca    | {\displaystyle 10^{-18}} | {\displaystyle 10^{-16}-10^{-10}} | {\displaystyle 10^{-5}}                  |
| Gravitacional   | Gráviton                       | 0                                 | Massa          | {\displaystyle \infty }  | {\displaystyle -}                 | {\displaystyle 10^{-38}}                 |

### Interação gravitacional
É uma força atrativa e de longe a mais fraca de todas as interações, sendo por isso geralmente desprezível no estudo de partículas elementares. Sua intensidade é {\displaystyle 10^{-38}} vezes menor que a intensidade da interação forte e ocorre ente partículas com massa. Seu alcance é infinito e sua intensidade é inversamente proporcional ao quadrado da distância. O bóson que media essa interação é o gráviton, uma partícula que, de acordo com a teoria, deve ter carga nula, massa nula e spin 2ħ. Essa partícula nunca foi observada experimentalmente, sendo portanto uma partícula hipotética até o momento.

### Interação eletromagnética
É a interação que acontece entre todas as partículas que possuem carga elétrica ou momento magnético. A interação pode ser repulsiva, se as cargas forem de mesmo sinal, ou atrativas, se forem de sinais opostos. Mesmo partículas neutras sem momento magnético, podem participar da interação eletromagnética, desde que a emissão de uma partícula virtual resulte em partículas carregadas, o que pode ocorrer com nêutrons.
Segundo a eletrodinâmica quântica (QED), sua partícula mediadora é o fóton, e decaimentos através da interação eletromagnética sempre resultam na emissão de um ou mais fótons. Por se tratar de uma partícula sem massa seu alcance é infinito. E como já discutido anteriormente, sua constante de acoplamento é de aproximadamente 1/137, sendo, portanto, cerca de 100 vezes mais fraca que a força forte.

### Interação forte
A interação forte pode ser separada em dois tipos: a fundamental e a residual. De acordo com a cromodinâmica quântica, a interação forte fundamental ocorre entre partículas com cor, ou seja, quarks e é mediada por glúons. Já a interação residual ocorre entre hádrons, que são formados por quarks, mas são "incolores". Particularmente, a interação forte residual aparece como uma força atrativa entre núcleons (prótons e nêutrons), sendo responsável pela estabilidade do núcleo atômico, ou seja, por manter os nêutrons e prótons da estrutura nuclear unidos, apesar da repulsão eletromagnética entre prótons. Portanto, esta força é mais intensa que a eletromagnética, possuindo uma constante de acoplamento igual a um, sendo a mais forte das interações.
Entretanto, seu alcance é muito curto, da ordem das dimensões nucleares, aproximadamente 2 fm. A interação residual ocorre devido a troca de píons (mésons-π) virtuais, que se formam como consequência da geração de um par quark-antiquark.

### Interação fraca
Assim como na interação forte, todos os hádrons participam da interação fraca. Outro grupo de partículas que participam da interação fraca são os léptons. Esta interação é responsável, entre outras coisas, pelo decaimento beta, uma vez que nesse decaimento temos a formação de léptons. Sua constante de acoplamento é de {\displaystyle 10^{-5}}, sendo 100 mil vezes mais fraca que a interação forte, e é a segunda interação mais fraca.
Seu alcance é ainda menor que o da interação forte, sendo mil vezes mais curto. Os bósons mediadores dessa interação são o {\displaystyle W^{+}}, {\displaystyle W^{-}} e o {\displaystyle Z^{0}} (o W vem do inglês “weak” que significa fraco e o Z vem de zero, por causa de sua carga). O bóson envolvido vai depender das cargas envolvidas no processo. A interação fraca ocorre entre partículas que possuem carga fraca (ou carga de sabor), que não diz respeito à intensidade de uma carga elétrica, mas sim a uma carga na qual a interação fraca atua.